# Amin Younes
Amin Younes, escrito em árabe أمين يونس (Düsseldorf, 6 de agosto de 1993), é um futebolista alemão de origem libanesa que atua como atacante. Atualmente, joga pelo Utrecht.

## Títulos
Napoli
- Copa da Itália: 2019–20

Alemanha
- Copa das Confederações FIFA: 2017